# Faltusův kopec
Faltusův kopec (německy Faltusberg) je vrchol v České republice ležící v Orlických horách.

## Geomorfologické zařazení
Faltusův kopec se nachází v geomorfologickém celku Orlické hory, podcelku Mladkovská vrchovina a v okrsku Pastvinská vrchovina jejímž je nejjižnějším vrcholem a zároveň nejjižnějším vrcholem Orlických hor na pravém břehu Tiché Orlice.

## Poloha
Faltusův kopec se nachází mezi obcemi Bořitov a Sobkovice asi 2,5 kilometru severně od Jablonného nad Orlicí a asi 6,5 km severovýchodně od Letohradu. Pro blízké okolí je poměrně dominantní. V rámci hlavního hřebenu Pastvinské vrchoviny je od severněji umístěného vyššího vrchu Studeného oddělen výrazným sedlem a vzdáleností téměř tři kilometry. Černý kopec, který k němu přiléhá na jihozápadě mu se svými 594 metry výškově nekonkuruje. Ostatní svahy spadají do přilehlých údolí a vykazují značnější převýšení, východní i prudkost.

## Vodstvo
Faltusův kopec se nachází na rozvodí Divoké a Tiché Orlice. Tichá Orlice protéká pod jeho východním svahem, ze západního odvádí vody do Divoké Orlice Nekořský potok a jeho přítoky.

## Vegetace
Vrcholová partie Faltusova kopce je pokryta polem. Významnější lesní porost se nachází v severovýchodním svahu. Díky absenci vyšší vegetace je z vrcholu dobrý kruhový výhled.

## Komunikace a turistické trasy
V nevelké vzdálenosti od vrcholu vede po východním svahu asfaltová komunikace spojující Bořitov se Sobkovicemi, která je sledována žlutě značenou turistickou trasou 7272 vedoucí z Jablonného nad Orlicí k vodní nádrži Pastviny a bíle značená cyklistická trasa 4074.

## Stavby
Přímo na vrcholu Faltusova kopce se žádné stavby nenacházejí. Zástavba obce Sobkovice zasahuje na jihovýchodní straně do nevelké vzdálenosti od něj. Asi 1 kilometr severně se na výrazném výběžku nachází radiokomunikační převádeč.